# Саву (море)
Са́ву (индон. Laut Sawu, порт. Mar de Savu, тетум Tasi Savu) — межостровное море Тихого океана между о-вами Флорес, Сумба и Тимор Малайского архипелага. Простирается в широтном направлении примерно на 650 км. Площадь — 104 тыс. км², объём — 175 тыс. км³, средняя глубина — 1683 м, наибольшая — 3475 м. Температура воды на поверхности от 26 °C в августе до 28 °C в феврале, у дна около 3 °C. Солёность около 34 ‰. В центральной части — котловина Саву (более 3000 м). Течения на поверхности направлены преимущественно на запад и в августе достигают скорости 50 см/с. Донные отложения: терригенный ил с примесью вулканического материала. Приливы неправильные полусуточные, их величина до 2 м.